# Exechia seducta
Exechia seducta är en tvåvingeart som beskrevs av Eberhard Plassmann 1976. Exechia seducta ingår i släktet Exechia och familjen svampmyggor. Inga underarter finns listade i Catalogue of Life.